# Salma Ya Salama (single)
Singles de Dalida
Remember (c'était loin...) Génération 78
Salma Ya Salama est une chanson composée par Sayed Darwich en 1919. Son thème évoque la nostalgie des Égyptiens exilés, leur sagesse, leur persévérance dans la richesse comme dans la pauvreté et leur quête de  paix.
En 1977, Dalida reprend cette chanson. Le 45-tours se vendra à plus de 300 000 exemplaires en France.

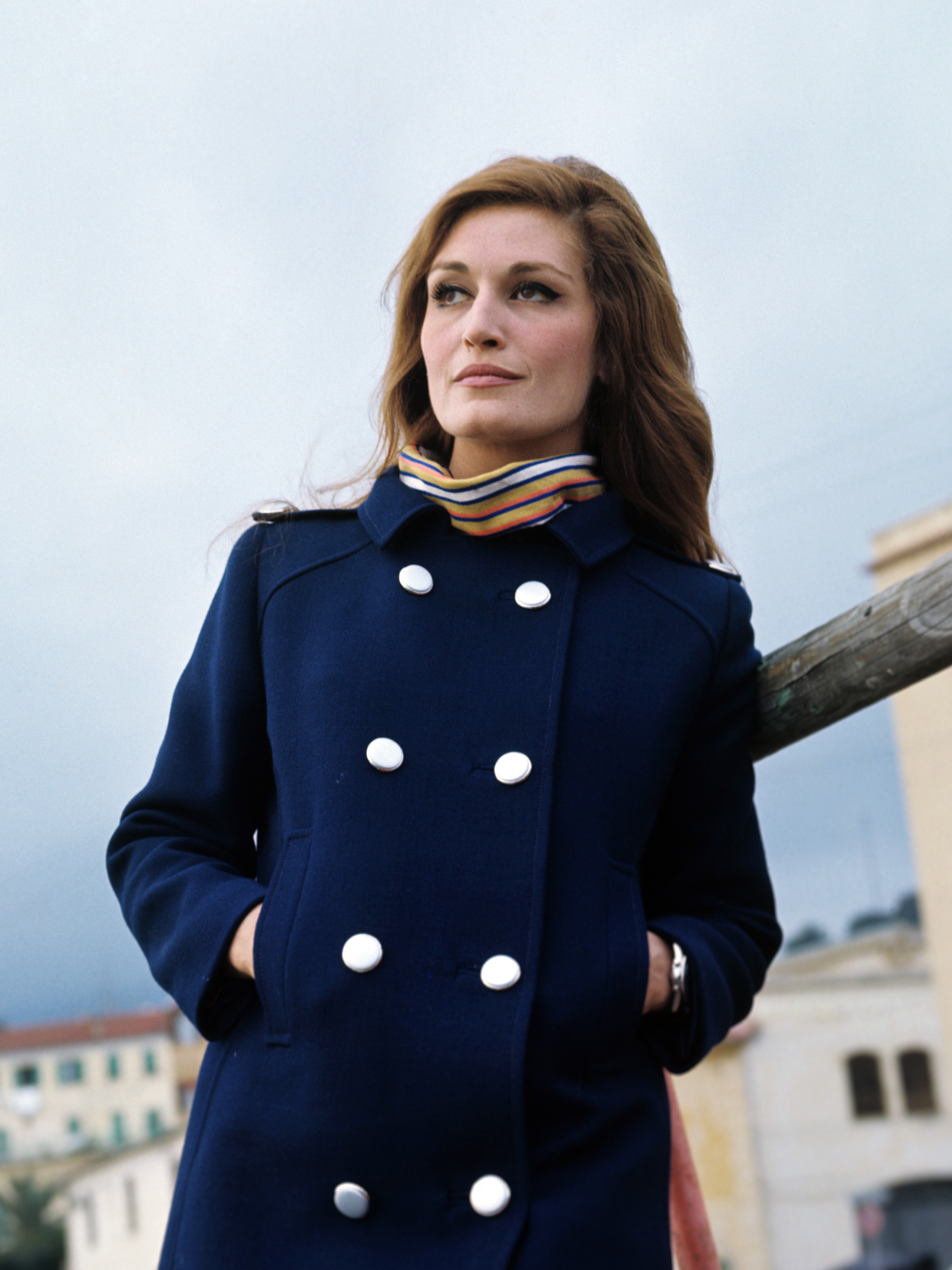
Dalida en 1967.

## Histoire

### Un succès international
Reprise en 1977 par Dalida, son interprétation devient l'un des premiers airs orientaux les plus populaires en Europe et dans le monde arabe. Elle la chante en arabe égyptien, en français, en allemand et italien (Uomo di sabbia). La version française parle d'un homme qui, errant dans le désert, voit le mirage d'un jardin paradisiaque. En Égypte, cette chanson est un motif traditionnel. À la fin de l'année 1977, nombre de chaînes de radio israéliennes diffusent le titre à l'occasion de la visite officielle d'Anouar el-Sadate, ce que Dalida commenta en déclarant que « être considérée comme la chanteuse de la paix est une des grandes satisfactions de ma carrière ». Cet événement permit aussi de faire glisser le titre du sens de Salut! à celui de paix et d'en faire ainsi une sorte de message de paix — salma ya salama permettant de jouer sur les significations « je te salue » et « paix sur toi »,.
En France, la chanson parvient rapidement à accéder à la 4e place des ventes (SNEP) et la 3e place du hit-parade (CIDD). Elle rejoint également le hit-parade de la Turquie (3e place) et d'Israël (23e place) la même année.

### Les versions remixées
En 1995, Orlando (le frère et producteur de la chanteuse) met sur le marché un album de chansons totalement réorchestrées (Comme si j'étais là...). Parmi la quinzaine de titres proposés, on trouve Salma ya salama en version française ainsi qu'en version égyptienne et espagnol (proposée en bonus). 
La chanson sera à nouveau remixée en 1997 pour l'album L'An 2005 et sera alors produite en CD single. Cette version, certifiée single d'argent, vaudra à Dalida de monter dans le top 20 des charts français. Un clip sera également réalisé pour l'occasion.

## Production
Le 45 tours est sorti sous deux pressages différents :
- La version française couplée à Ti amo (reprise de Umberto Tozzi), IS 45730
- La version égyptienne couplée à la version instrumentale, IS 45731

Ce disque fut le dernier distribué par Sonopresse puisque Dalida signe désormais chez Carrere à partir de 1978. Le 45 tours bénéficiera même d'un troisième pressage (le premier chez Carrere), CA 49354.
On retrouve cet air dans la bande originale du film français Pédale douce.
A noter que les paroles de la version française sont fort différentes de la version arabe (voir les liens externes ci-dessous).

## Reprises
La chanson a été interprétée par de nombreux artistes, parmi lesquels Alabina qui classera en 1997 sa version espagnole de nouveau dans le top 20 sous le titre Ole y ola.
Nana Mouskouri l'a reprise en 2018 sur l'album Forever Young.
La chanson est reprise par Gérard Depardieu en 2006 dans le film Quand j'étais chanteur.

## Classement hebdomadaire
| Classement (1977-1978) | Meilleure position |
| ---------------------- | ------------------ |
| Turquie                | 3                  |
| Wallonie               | 3                  |
| France (CIDD)          | 3                  |
| France (SNEP)          | 4                  |
| Israël                 | 23                 |

| Classement Remix (1997) | Meilleure position |
| ----------------------- | ------------------ |
| France                  | 14                 |

| Classement (2012)                | Meilleure position |
| -------------------------------- | ------------------ |
| Région flamande (Back catalogue) | 27                 |

#### Paroles
- Paroles de la version arabe (arabe en phonétique et traduction littérale en anglais)

- Paroles de la version française (paroles en arabe (phonétique) et paroles de la version française) On constate que les paroles des couplets dans la version française sont très différents de la version arabe).

#### Interprétation
- [vidéo] « Salma Ya Salama (version arabe) », sur YouTube
- [vidéo] « Salma Ya Salama (version française) », sur YouTube